# The Train Robbers
The Train Robbers é um filme estadunidense de 1973, do gênero western, escrito e dirigido por Burt Kennedy.

## Sinopse
Uma jovem viúva de um ladrão de trens sabe onde o marido escondeu 500 mil dólares em ouro e quer contar à ferrovia, para limpar o nome dele, mas o pistoleiro Lane a convence a buscar o ouro e reclamar a recompensa de 50 mil dólares. Lane sabe que os comparsas do bandido os perseguirão e chama alguns amigos pistoleiros para ir com ele atrás do ouro, que está no México. Mas a viúva não confia em Lane e não conta o lugar exato. Assim, vai com os homens para a perigosa viagem.

## Elenco
- John Wayne .... Lane
- Ann-Margret .... Mrs. Lowe
- Rod Taylor .... Grady
- Ben Johnson .... Jesse
- Christopher George .... Calhoun
- Bobby Vinton .... Ben Young
- Jerry Gatlin .... Sam Turner
- Ricardo Montalbán .... agente da Fargo Wells